# Elizabeth Bear
Œuvres principales
- Trilogie Jenny Casey

Sarah Bear Elizabeth Wishnevsky, née le 22 septembre 1971 à Hartford dans le Connecticut, est une romancière et nouvelliste américaine.

## Biographie
Écrivant sous le pseudonyme Elizabeth Bear, Sarah Bear Elizabeth Wishnevsky officie essentiellement dans le domaine des littératures de l'imaginaire et a reçu le prix Astounding du meilleur nouvel écrivain 2005, le prix Locus du meilleur premier roman 2006 pour ses trois romans Hammered/Scardown/Worldwired, les prix Hugo de la meilleure nouvelle courte et Theodore Sturgeon 2008 pour Tideline et le prix Hugo de la meilleure nouvelle longue 2009 pour L'Éclosion des Shoggoths . Elle fait partie des cinq écrivains à avoir obtenu plusieurs prix Hugo de fiction après avoir été récompensé du prix Astounding du meilleur nouvel écrivain (les quatre autres étant C. J. Cherryh, Orson Scott Card, Spider Robinson et Ted Chiang).
Shoggoths in Bloom a obtenu le prix Locus du meilleur recueil de nouvelles 2013.
Elle s'est mariée en 2016 avec l'écrivain Scott Lynch.

## Œuvres

### TrilogieJenny Casey
1. (en) Hammered, 2005
2. (en) Scardown, 2005
3. (en) Worldwired, 2005

### SérieThe Promethean Age
1. (en) Blood and Iron, 2006
2. (en) Whiskey and Water, 2007
3. (en) The Stratford Man I: Ink and Steel, 2008
4. (en) The Stratford Man II: Hell and Earth, 2008
5. (en) One-Eyed Jack, 2014

### TrilogieJacob's Ladder
1. (en) Dust, 2007
2. (en) Chill, 2010
3. (en) Grail, 2011

### SérieThe Edda of Burdens
1. (en) All the Windwracked Stars, 2008
2. (en) By the Mountain Bound, 2009
3. (en) The Sea thy Mistress, 2010

### SérieIskryne
Cette série est coécrite avec Sarah Monette.
1. (en) A Companion to Wolves, 2007
2. (en) The Tempering of Men, 2011
3. (en) An Apprentice to Elves, 2015

### SérieNew Amsterdam
1. (en) New Amsterdam, 2007
2. (en) Seven for a Secret, 2009
3. (en) The White City, 2011
4. (en) Ad Eternum, 2012

### SérieWhite Space
1. (en) Ancestral Night, 2019
2. (en) Machine, 2020
3. (en) The Folded Sky, 2025

### UniversThe Eternal Sky

#### SérieThe Eternal Sky
1. (en) Range of Ghosts, 2012
2. (en) Shattered Pillars, 2013
3. (en) Steles of the Sky, 2014

#### SérieThe Lotus Kingdoms
1. (en) The Stone in the Skull, 2017
2. (en) The Red-Stained Wings, 2019
3. (en) The Origin of Storms, 2022

### SérieKaren Memory
1. (en) Karen Memory, 2015
2. (en) Stone Mad, 2018

### SérieSub-Inspector Ferron Mysteries
1. (en) In the House of Aryaman, a Lonely Signal Burn, 2012
2. (en) A Blessing of Unicorns, 2020

### Romans indépendants
- (en) Carnival, 2006
- (en) Undertow, 2007
- (en) Bone and Jewel Creatures, 2010

### Recueils de nouvelles
- (en) The Chains That You Refuse, 2006
- (en) Shoggoths in Bloom, 2012Prix Locus du meilleur recueil de nouvelles 2013
- (en) The Best of Elizabeth Bear, 2020

### Nouvelles parues en français
- Ligne de marée, 2017 ((en) Tideline, 2007)Publiée dans la revue Bifrost no 85, Le Bélial'
- L'Éclosion des Shoggoths, 2018 ((en) Shoggoths In Bloom, 2008)Publiée dans la revue Bifrost no 89, Le Bélial'